# On Boulevard de la Madeleine
On Boulevard de la Madeleine is  een verzamelalbum met muziek van The Moody Blues. Het is een album dat voornamelijk voor de Nederlandse markt bedoeld was. De elpee is een curiosum vanwege het feit dat het de Moodies laat horen in zowel de oude samenstelling (met Denny Laine en Clint Warwick) maar ook in de nieuwe (met Justin Hayward en John Lodge. De hoes van de oorspronkelijke plaat bevatte een (kleine, zwart-witte) foto van de groep in oude samenstelling, later werd ook een versie uitgebracht met de 'nieuwe' band in een park,
Het album is nooit op compact disc verschenen; de muziek werd opgedeeld tussen de discs The Magnificent Moodies (oude samenstelling) en Prelude (nieuwe samenstelling).

## Tracklist
| Nr. | Titel                       | Duur |
| --- | --------------------------- | ---- |
| 1.  | Boulevard de la Madeleine   |      |
| 2.  | Really Haven't Got The Time |      |
| 3.  | He Can Win                  |      |
| 4.  | You Don't                   |      |
| 5.  | And My Baby's Gone          |      |
| 6.  | Leave This Man Alone        |      |
| 7.  | Steal Your Heart Away       |      |
| 8.  | It's Easy Child             |      |

| Nr. | Titel                                    | Duur |
| --- | ---------------------------------------- | ---- |
| 1.  | This Is My House                         |      |
| 2.  | From the Bottom of My Heart (I Love You) |      |
| 3.  | Lose Your Money                          |      |
| 4.  | Fly Me High                              |      |
| 5.  | Everyday                                 |      |
| 6.  | Love And Beauty                          |      |
| 7.  | Life's Not Life                          |      |
| 8.  | I Don’t Want to Go on without You        |      |